# Vicki Baum

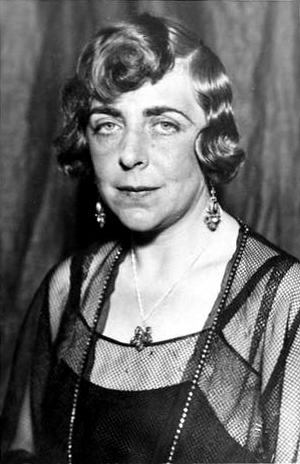
Max Fenichel: Vicki Baum (um 1930)

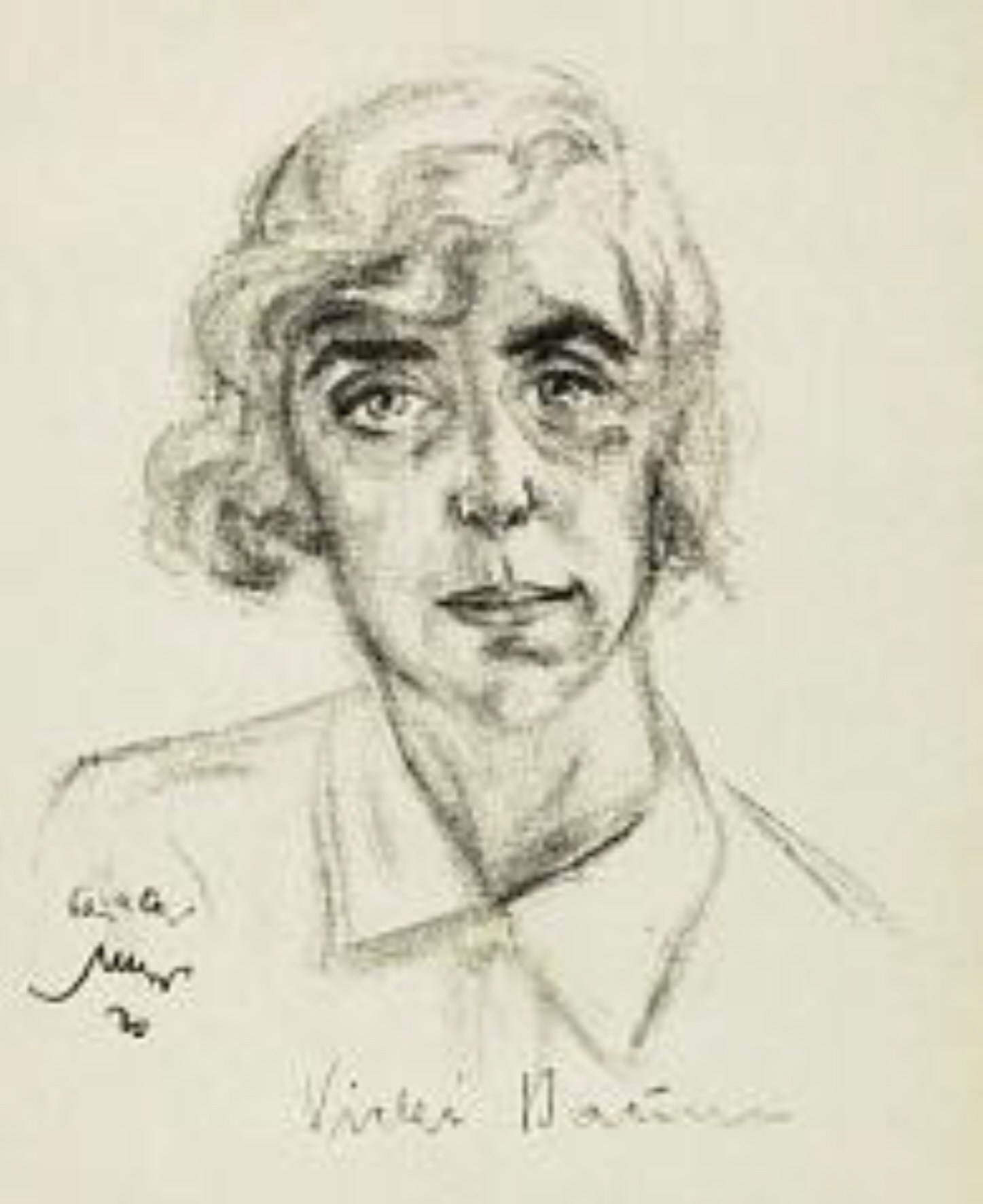
Vicki Baum (porträtiert von Emil Stumpp, 1930)

Vicki Baum, eigentlich Hedwig Baum (* 24. Januar 1888 in Wien, Österreich-Ungarn; † 29. August 1960 in Los Angeles (Stadtteil Hollywood), Kalifornien, Vereinigte Staaten), war eine österreichische Schriftstellerin. Nachdem Vicki Baum bis zu ihrer zweiten Ehe mit dem Dirigenten Richard Lert 1916 als Harfenistin tätig gewesen war, widmete sie sich nach dem Ersten Weltkrieg ausschließlich der Schriftstellerei. Bereits ihr erster Roman Der Eingang zur Bühne (1920) wurde ein großer Verkaufserfolg. Von 1926 bis 1931 arbeitete sie für den Ullstein-Verlag als Redakteurin und war mit ihren Romanen eine der meistgelesenen Autorinnen der Weimarer Republik. Ihr größter auch internationaler Bucherfolg, Menschen im Hotel, erschien 1929. Für die Verfilmung des Romans ging sie 1931 als Drehbuchautorin nach Hollywood, wo sie sich angesichts der politischen Entwicklungen in Deutschland anschließend niederließ. Während ihre Bücher in der Zeit des Nationalsozialismus in Deutschland verboten wurden, nahm Baum 1938 die amerikanische Staatsbürgerschaft an und schrieb fortan auch auf Englisch. Baum gilt als Autorin gehobener Unterhaltungsliteratur, der mitunter Klischeehaftigkeit und Sentimentalität attestiert werden.

## Leben
Die Tochter des jüdischen Regierungsbeamten Hermann Baum und seiner Ehefrau Mathilde Baum, geb. Donath, besuchte das Pädagogium und ließ sich am Konservatorium der Gesellschaft der Musikfreunde von 1898 bis 1904 zur Harfenistin ausbilden. Nach einem Engagement im Symphonieorchester des Wiener Konzertvereins kam sie 1913 als Harfenistin nach Darmstadt, wo sie als Großherzogliche Hof- und Kammermusikerin wirkte. Später war sie in Kiel (1916–1917), Hannover (1917–1923) und Mannheim musikalisch tätig.

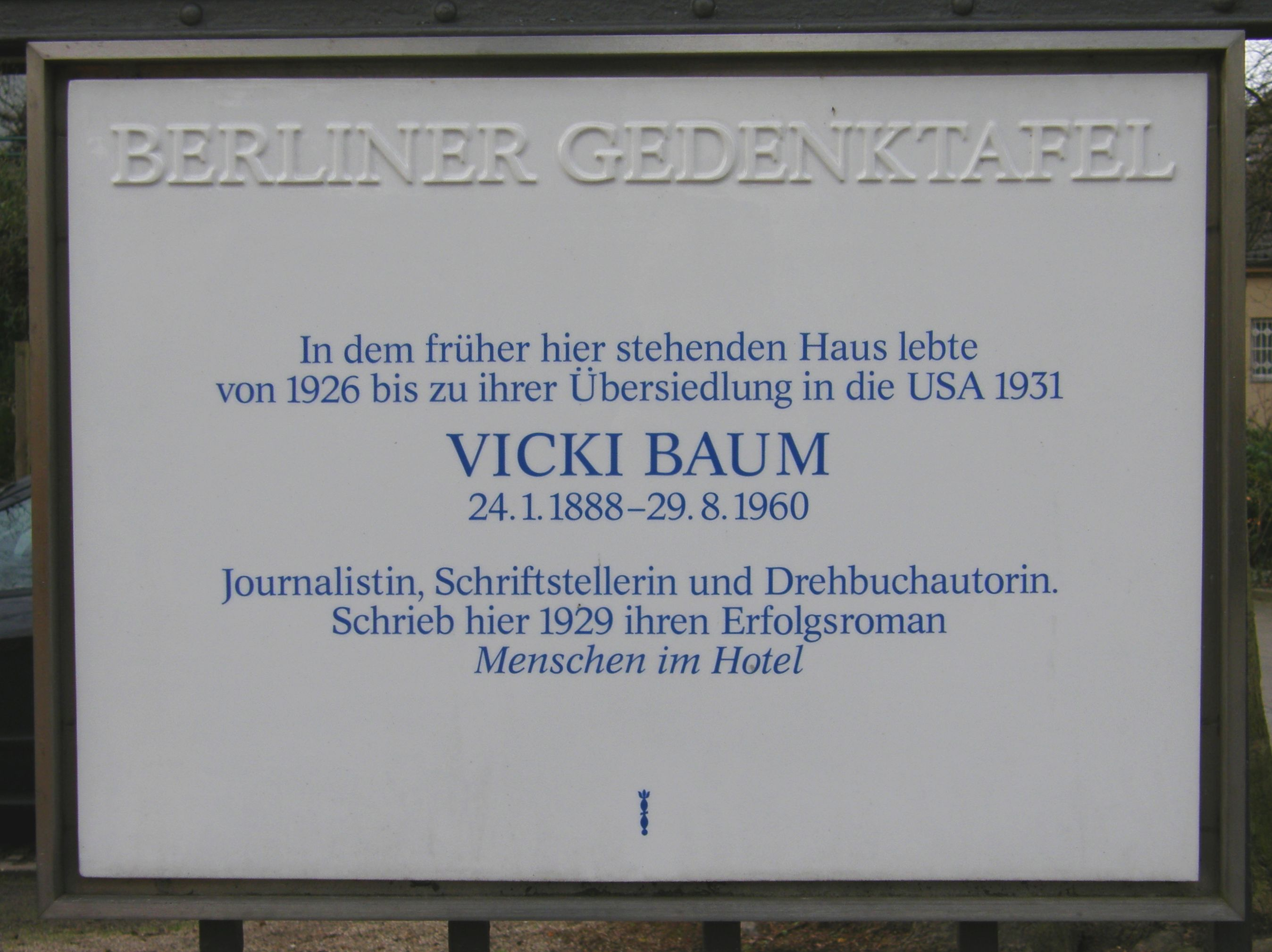
Berliner Gedenktafel für Vicki Baum in Berlin-Grunewald, Koenigsallee 45

Vicki Baum war von 1909 bis 1913 mit dem Schriftsteller und Journalisten Max Prels (28. Juli 1878, Wien – April 1926, Berlin) verheiratet. Bereits als Vierzehnjährige hatte sie in der Wiener Zeitschrift Muskete Gedichte veröffentlicht. Offenbar veröffentlichte sie Prosaarbeiten unter Prels Namen in literarischen Magazinen. Ihr erstes Buch, Frühe Schatten, unter dem Namen „Vicki Baum“, erschien 1914.
1916 heiratete Baum den Dirigenten Richard Lert und gab ihre Karriere als Harfenistin auf. Der Ehe entstammten die Söhne Wolfgang (1917–2009) und Peter (1921–2012). Nach der Geburt des ersten Sohnes Wolfgang 1917 in Kiel zog die Familie noch im selben Jahr nach Hannover, wo Lert als erster Kapellmeister und Leiter der Oper an den Städtischen Bühnen arbeitete. Die Familie wohnte anfangs in der Dieterrichsstraße 11 im hannoverschen Stadtteil Mitte, von 1921 bis 1923 dann im Parterre der damaligen Podbielskistraße 335 (heute: Hausnummer 53) in der List.
Auf Vermittlung Prels brachte der Ullstein-Verlag 1920 Baums Roman Der Eingang zur Bühne heraus, der ein großer Verkaufserfolg wurde. Von 1926 bis 1931 schrieb sie exklusiv für Ullstein. Der Verlag baute sie als Erfolgsautorin auf und setzte sie auch als Redakteurin der Berliner Illustrirten Zeitung, der Modezeitschrift Die Dame und der Literaturzeitschrift Uhu ein.
Baum wurde mit ihrem Roman Stud. chem. Helene Willfüer 1928 schlagartig bekannt. Er wurde insgesamt drei Mal, zuletzt 1956 unter dem Titel Studentin Helene Willfüer, verfilmt. Der Erfolg auch ihrer weiteren Werke erklärt sich aus der Aktualität der in ihnen behandelten Probleme und den präzisen Milieuschilderungen. Ihre Romane lassen sich als spannende Unterhaltungsliteratur beschreiben, gelten aber auch als wichtiger Beitrag zur Neuen Sachlichkeit. Für die Adaption ihres Romans Hell in Frauensee als Die drei Frauen von Urban Hell schrieb sie selbst das Drehbuch. Ihre Dramatisierung des Romans Menschen im Hotel wurde am 26. Januar 1930 im Theater am Nollendorfplatz uraufgeführt.
Vicki Baum galt bei den Nazis als „jüdische Asphaltliteratin“, wurde stark diskriminiert und reagierte in einem Interview auf antisemitische Anwürfe. Beispielsweise kritisierte der NS-Kulturpolitiker Hans Hauptmann 1932 die „seichten amoralischen Sensationsromane, die die »Jüdin Vicki Baum-Levy« zu schreiben pflegt“.

„Sehen Sie, ich bin Redakteurin im Ullstein-Verlag. Die Ullsteins stammen auch von Juden ab. Aber in Deutschland machen wir nicht viel Aufhebens darum, ob ein Haus von Juden abstammt. Das sind rein religiöse Fragen. Ich bin nicht religiös, also betrachte ich mich nicht als Jüdin – noch bin ich jemals als solche angesehen worden.“

Nachdem das Stück Menschen im Hotel auch ins Englische übersetzt worden war, wurde es am Broadway in New York erfolgreich aufgeführt, und somit wurde Vicki Baum in den USA sehr bekannt. 1931 nahm sie die Einladung an, an der Verfilmung ihres wohl bekanntesten Romans Menschen im Hotel (als „Grand Hotel“) unter der Regie von Edmund Goulding mit Greta Garbo in Hollywood teilzunehmen. Das Stück wurde im Laufe der Zeit immer wieder an namhaften Theaterhäusern inszeniert, zum Beispiel 1976 am Schauspielhaus Bochum unter der Regie von Rosa von Praunheim.
1932 siedelte Vicki Baum nach Kalifornien über, wohl auch aus Weitsicht über die politischen Entwicklungen in Deutschland. Baums Bücher fielen der Bücherverbrennung 1933 in Deutschland zum Opfer, standen auf der „Liste Otto“ in Frankreich. An der Universität Rostock wurden ihre Werke am 5. Mai 1933 an einem „Schandpfahl“ angebracht. 1938 erwarb sie die amerikanische Staatsangehörigkeit und veröffentlichte weitere Werke in englischer Sprache. Durch Entgelte für Verfilmungen sowie Drehbuchbeteiligungen kaufte sich Vicki Baum schließlich eine vornehme Villa in Pacific Palisades, 1461 Amalfi Drive. Sie lebte hier in der Nähe der ebenfalls emigrierten Geistesgrößen Thomas Mann und Lion Feuchtwanger. Sie war Mitglied des Deutschen PEN-Clubs im Exil und engagierte sich für den European Film Fund. Nach Kriegsbeginn stellte sie mehrere Affidavits für in Europa verfolgte Freunde und Bekannte aus.
1949 bereiste Vicki Baum Europa: Portugal, Frankreich, Italien, Schweiz und Belgien, nicht aber Deutschland und Österreich. Sie verstarb 1960 in Los Angeles. Ihre zahlreichen Romane, die oft verfilmt und in mehrere Sprachen übersetzt wurden, werden heute noch verlegt.
Neben ihren Romanen verfasste Vicki Baum auch Novellen und Dramen sowie für über 35 unterschiedliche Zeitungen und Zeitschriften zahlreiche feuilletonistische Texte, die im Januar 2018 erstmals in Buchform erschienen sind.

## Literarische Kritik und Selbstkritik
Die Bücher von Vicki Baum waren seriösen Kritikern von jeher suspekt, wenngleich sie den Erfolg der Autorin beim breiten Publikum anerkannten: „Ihre Artikel und Bücher changierten zwischen Unterhaltung und Gesellschaftskritik. Die Literaturkritik verschmähte sie. Zu kalkuliert schien ihr Stil, zu nah am Massengeschmack, zu kitschig-trivial.“ Gleichwohl beeindrucken die Milieustudien bis heute: „Vicky Baums Texte sind stets nahe an den Realitäten, die sie beschreiben, und zeichnen so ein detailreiches Gesellschaftsbild ihrer Zeit.“
Klaus Mann urteilte, Baums Roman Schicksalsflug sei „brillant geschrieben“ und lese sich flott: „Man kann über Vicki Baum sagen, was man will. Zwei Dinge sind unbestritten: Sie ist eine Frau guten Willens, die das Herz am rechten Fleck hat, und sie versteht ihr Handwerk.“
1983 sendete der Süddeutsche Rundfunk eine TV-Dokumentation von Gisela Reich mit dem Titel Vicki Baum – Eine erstklassige Schriftstellerin zweiter Güte. Der Titel bezieht sich auf eine selbstironische Bemerkung Vicki Baums aus ihren Memoiren Es war alles ganz anders (1962) und wurde von der Literaturkritik häufiger zitiert: „Wenn ich mein Können manchmal an Schmarren verschwendet habe, so geschah das ganz bewusst in dem Bestreben, mein Werkzeug zu schärfen, mir mein handwerkliches Können zu beweisen und natürlich auch, weil ich Geld brauchte. Ich habe aber auch ein paar gute Bücher geschrieben; sie sind zu gut, als dass man sie zum alten Eisen werfen sollte, nicht so gut, wie ich sie mir gewünscht hatte, auf jeden Fall aber so gut, wie es mir mein Erzählertalent, mein Schwung und meine Technik erlaubt hatten. (…) Ich weiß, was ich wert bin; ich bin eine erstklassige Schriftstellerin zweiter Güte. Die Glühwürmchenillusionen von Unsterblichkeit sind mir fremd. Ich habe mir nie eingebildet, eine erstklassige Schriftstellerin erster Güte zu sein und dass meine Bücher mich überleben werden.“
Kritiker warfen Vicki Baum posthum Homophobie und eine „biologistische Mutterschaftsideologie“ vor. So hieß es in einer Würdigung anlässlich ihres 50. Todestags: „Nun ist durchaus nicht immer alles feministisches Gold, was Baum über Männer, Frauen und Geschlechtsliebe schrieb. Gelegentlich glänzt es nicht einmal. Denn trotz ihrer Nähe zur Frauenemanzipation hing Baum nicht nur in ihrer posthum 1962 erschienenen Autobiografie einigen Geschlechterklischees und Männlichkeitsidealen an, die selbst für die 1950er-Jahre konservativ, ja geradezu angestaubt waren, jedenfalls aber biologistisch sind.“
Marcel Reich-Ranicki antwortete 2009 auf die Frage, was er von Vicki Baum halte, er habe sie zu lange nicht mehr gelesen, um darauf antworten zu können. Im März 2020 begründete die Autorin und Moderatorin des Literarischen Quartetts im ZDF, Thea Dorn, die Besprechung von Vicki Baums neu aufgelegtem Roman Vor Rehen wird gewarnt, das Buch aus dem Jahr 1951 erzähle, „wie systematisch ausgestellte weibliche Schwäche zum Herrschaftsinstrument werden kann – im Kontext der MeToo-Debatte eine interessante Perspektive“.

## Ehrungen
1999 wurde in Wien im 4. Bezirk an der Wiedner Hauptstraße zwischen deren Häusern Nr. 36 und 38 die einen kleinen Platz bildende Einmündung der Waaggasse Vicki-Baum-Platz benannt.
Seit 2009 gibt es in Berlin-Rummelsburg eine Vicki-Baum-Straße.

## Werke (Auswahl)
- 1914: Frühe Schatten. Das Ende einer Kindheit. Roman. Verlag Erich Reiss, Berlin.
- 1920: Der Eingang zur Bühne. Ullstein, Berlin.
- 1921: Die Tänze der Ina Raffay. Ein Leben. Ullstein, Berlin.
- 1922: Die anderen Tage. Novellen. Deutsche Verlagsanstalt, Berlin.
- 1922: Bubenreise. Eine heitere Erzählung für junge Menschen. Ullstein, Berlin.
- 1923: Die Welt ohne Sünde. Der Roman einer Minute. Deutsche Verlagsanstalt, Berlin.
- 1924: Ulle, der Zwerg. Roman. Deutsche Verlagsanstalt, Berlin.
- 1926: Tanzpause, Novelle. Fleischhauer und Spohn, Stuttgart.
- 1926: Miniaturen. Weltgeist-Bücher, Berlin.
- 1927: Hell in Frauensee. Ein heiterer Roman von Liebe und Hunger. Ullstein, Berlin.
- 1927: Feme. Roman. Ullstein, Berlin.
- 1928: Stud. chem. Helene Willfüer. Roman. Ullstein, Berlin.
- 1929: Menschen im Hotel. Ein Kolportageroman mit Hintergründen. Ullstein, Berlin.
- 1930: Zwischenfall in Lohwinkel. Ullstein, Berlin. Wiederveröffentlichung bei Kiepenheuer u. Witsch, Köln 2021, ISBN 978-3-462-00136-5.
- 1930: Grand Hotel. Translation by Basil Creighton, Bles, London. Theaterfassung von Menschen im Hotel. 1929.
- 1931: Pariser Platz 13. Komödie in 3 Akten 4 Bildern. Marton, Wien u. Berlin.
- 1932: Leben ohne Geheimnis. Ullstein, Berlin.
- 1935: Das große Einmaleins / Rendezvous in Paris. Querido, Amsterdam.
- 1936: Die Karriere der Doris Hart. Roman. Querido, Amsterdam.
- 1937: Liebe und Tod auf Bali. Roman. Querido, Amsterdam. (Love and death on Bali). Neuausgabe Köln 2002, ISBN 3-462-03122-8. (Entgegen dem Titel handelt es sich nicht um die Liebesgeschichte, sondern eine romanhafte Schilderung des von Ritualen bestimmten Lebens eines balinesischen Dorfs und seine Vernichtung durch holländische Kolonisatoren am Anfang des letzten Jahrhunderts).
- 1937: Der große Ausverkauf. Roman. Querido, Amsterdam. Wiederveröffentlichung bei KiWi, Köln 2021, ISBN 978-3-462-00138-9.
- 1939: Hotel Shanghai. Roman. Querido, Amsterdam.
- 1939: Die große Pause. Roman. Kiepenheuer u. Witsch, Köln.
- 1940: Es begann an Bord. Roman einer Tropennacht. Heyne, München.
- 1941: Marion Alive / Marion lebt. Roman. Bermann-Fischer, Stockholm. (1954 neu herausgegeben als Marion)
- 1943: The Weeping Wood (deutsche Ausgaben Kautschuk. Roman in 15 Erzählungen Bermann-Fischer, Stockholm 1945. Cahuchu: Strom d. Tränen Kiepenheuer & Witsch, Köln 1952)
- 1943: Hotel Berlin. Joseph, London. (1947 unter dem Titel Hier stand ein Hotel. Querido, Amsterdam.)
- 1944: Beyond this Journey / Schicksalsflug (deutsche Ausgabe Querido, Amsterdam 1947.)
- 1946: Mortgage on Life / Verpfändetes Leben (deutsche Erstausgabe Bertelsmann, Gütersloh 1958.)
- 1949: Clarinda. Querido, Amsterdam.
- 1951: Danger from Deer / Vor Rehen wird gewarnt (deutsche Ausgabe Kiepenheuer u. Witsch, Köln 1953.)
- 1953: Kristall im Lehm. Roman / The Mustard Seed (deutsche Ausgabe Kiepenheuer u. Witsch, Köln 1953.)
- 1956: Flut und Flamme / Written on water (deutsche Ausgabe Kiepenheuer u. Witsch, Köln 1956.)
- 1957: Die goldenen Schuhe. Roman einer Primaballerina / Theme for Ballet (deutsche Ausgabe Kiepenheuer u. Witsch, Köln 1958.)
- 1962: Es war alles ganz anders. Erinnerungen. Ullstein, Berlin u. Frankfurt/M.
- 2013: In der Ferne das Glück. Geschichten für Hollywood. Übers. Gesine Schröder. Hrsg. Wolfgang Jacobsen, Heike Klapdor. Aufbau, Berlin 2013, ISBN 978-3-351-03527-3.
- 2018: Makkaroni in der Dämmerung. Feuilletons. Hrsg. und mit einem Vorwort von Veronika Hofeneder. Edition Atelier, Wien 2018, ISBN 978-3-903005-39-6.
- 2021: Der Weihnachtskarpfen: Erzählungen. Kiepenheuer u. Witsch, Köln 2021, ISBN 978-3-462-00132-7.[22]

## Verfilmungen
- 1927: Feme – Regie: Richard Oswald, mit Hans Stüwe
- 1928: Hell in Frauensee – Regie: Jaap Speyer, mit Fred Döderlein
- 1930: Stud. chem. Helene Willfüer – Regie: Fred Sauer, mit Olga Tschechowa
- 1932: Menschen im Hotel (Grand Hotel) nach dem gleichnamigen Roman – Regie: Edmund Goulding, mit Greta Garbo
- 1934: Hell in Frauensee (Le Lac Aux Dames) – Regie: Marc Allégret, mit Simone Simon
- 1936: Hélène – Regie: Jean Benoît-Lévy – nach dem Roman „Stud. chem. Helene Willfüer“, mit Madeleine Renaud
- 1938: Retour à l’aube (Rückkehr im Morgengrauen) - Regie: Henri Decoin, Drehbuch nach der Novelle Von Sechs bis Sechs von Vicki Baum
- 1940: Dance, Girl, Dance – Regie: Dorothy Arzner, mit Maureen O’Hara
- 1945: Hotel Berlin – Regie: Peter Godfrey, mit Faye Emerson, Peter Lorre
- 1945: Weekend im Waldorf (Weekend at the Waldorf) – Regie: Robert Z. Leonard, mit Ginger Rogers
- 1949: Die Karriere der Doris Hart (La belle que voilà) nach dem gleichnamigen Roman – Regie: Jean-Paul Le Chanois, mit Michèle Morgan
- 1950: Rendezvous in Paris – Regie: René Clément – nach dem Roman „Das große Einmaleins“, mit Michèle Morgan
- 1950: Verträumte Tage (L’aiguille rouge) – Regie: Emil-Edwin Reinert – nach der Novelle „Das Joch“, mit Aglaja Schmid
- 1955: Reif auf jungen Blüten (Futures vedettes) – Regie: Marc Allégret – nach dem Roman „Eingang zur Bühne“, mit Brigitte Bardot
- 1956: Studentin Helene Willfüer – Regie: Rudolf Jugert, mit Ruth Niehaus
- 1956: Liebe – Regie: Horst Hächler – nach dem Roman „Vor Rehen wird gewarnt“, mit Maria Schell
- 1959: Menschen im Hotel (Grand Hotel) – Regie: Gottfried Reinhardt, mit Michèle Morgan
- 1963: Haus der Schönheit – Regie: Eugen York – nach der Komödie „Pariser Platz 13“, mit Maria Sebaldt[23]
- 1982: Rendezvous in Paris – Regie: Gabi Kubach, mit Claude Jade
- 1983: Hell in Frauensee – Regie: Wolfgang Panzer, mit Brigitte Neumeister
- 1983: Die goldenen Schuhe (Fernseh-Fünfteiler) – Regie: Dietrich Haugk, mit Claudine Auger
- 1996: Hotel Shanghai – Regie: Peter Patzak, mit Agnieszka Wagner